# Stethynium bidentatum
Stethynium bidentatum är en stekelart som beskrevs av Girault 1938. Stethynium bidentatum ingår i släktet Stethynium och familjen dvärgsteklar. Inga underarter finns listade i Catalogue of Life.